# Antonio Salvagnoli Marchetti
Antonio Salvagnoli Marchetti (Corniola, 13 agosto 1810 – Empoli, 28 luglio 1878) è stato un medico e politico italiano.

## Biografia
Antonio fu medico e studioso. Seguì il fratello Vincenzo nelle lotte e nelle attività politiche. Fu deputato a Empoli e per la sua attività fu nominato senatore del Regno.
Autorevole membro dei Georgofili, fu capo di una commissione sanitaria incaricata di studiare le condizioni igieniche della provincia grossetana e al termine pubblicò Statistica medica delle Maremme toscane. Fortemente interessato alle scienze naturali nel 1835 scoprì e descrisse un ragno velenoso che chiamò Aranea savi, in omaggio all'amico Paolo Savi, illustre naturalista. Molte sono state le sue pubblicazioni di statistica e scienza economica e molti sui scritti sono ancora inediti nell'archivio di famiglia.

## Biblioteca personale
Per sue volontà, la ricca biblioteca di famiglia, consistente in 2500 volumi, fu lasciata alla Biblioteca comunale Renato Fucini di Empoli.

## Opere
- Brevi osservazioni sull'opuscolo dell'ing. Giuseppe Mazzanti intitolato Le conseguenze del rapporto ministeriale Busacca del 18 maggio 1859, Firenze, Bettini, 1863.
- Relazione della visita fatta nell'aprile 1871 dell'Agro Romano da una parte dei componenti la commissione per gli studii sull'Agro Romano, Firenze, Barbèra, 1871.

Brevi osservazioni sull'opuscolo dell'ing. Giuseppe Mazzanti, 1863
Relazione della visita fatta nell'aprile 1871 dell'Agro Romano, 1871